# Clemens Jüngling
Clemens Jüngling (* 1981 in Ravensburg) ist ein deutsch-österreichischer Dirigent und Pianist.

## Werdegang
Jüngling studierte Dirigieren, Lied, Klavier und Jura in Leipzig. Ein postgraduales Meisterklassenstudium für Orchesterdirigieren und Korrepetition absolvierte er an der Universität für Musik und Darstellende Kunst Wien. Er hat einen Master-Abschluss der Universität Witten/Herdecke sowie einen Informatikabschluss. Dirigierkurse belegte er zudem bei u. a. Kurt Masur, Fabio Luisi, Seiji Ozawa und Bernard Haitink. Er war Stipendiat der Akademie Musiktheater heute der Deutsche Bank Stiftung sowie der Sächsischen Kulturstiftung. Außerdem war er Mitglied im Gustav Mahler Jugendorchester.
Als Dirigent gab Jüngling Konzerte in Deutschland, Österreich und Polen und wirkte als Liedbegleiter und Kammermusiker u. a. an der Wiener Staatsoper. Von 2008 bis 2011 war er Korrepetitor und Kapellmeister am Musiktheater im Revier in Gelsenkirchen, wo er eine Liederabendreihe ins Leben rief und das MiR-Jugend-Orchester gründete. Seit 2014 war er Gastdirigent an verschiedenen Häusern u. a. an der Semperoper, den Festspiele Baden-Baden, den Bregenzer Festspielen, an der Opéra National de Paris, Oper Frankfurt, Oper Antwerpen, Oper Gent, Oper Dortmund und Oper Cottbus.

## Preise
- 2010: Gelsenkirchener Theaterpreis[1]

## Publikationen
- Struktur und Produktion eines Opernhauses und deren wechselseitige Beziehung. In: Zeitschrift für Kulturmanagement, Jg. 5, Nr. 1, August 2019, S. 91–116.